# Václav Vacínek
Václav Vacínek (25. července 1908 Praha – 31. srpna 1951 Věznice Pankrác) byl český obchodník odsouzený v politickém procesu k trestu smrti a v roce 1951 popraven.

## Životopis

### Dětství a mládí

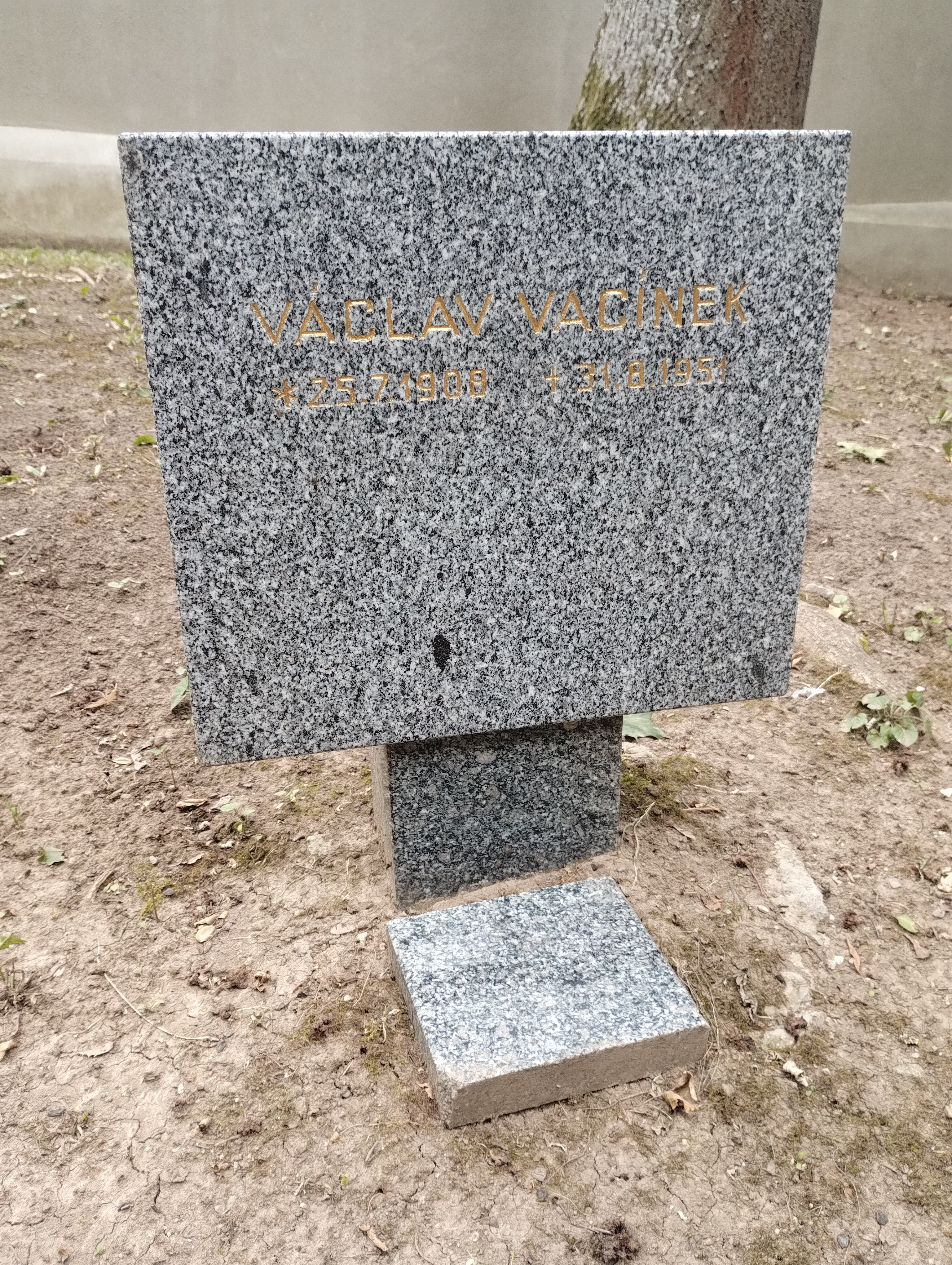
Symbolický náhrobek V. Vacínka na Čestném pohřebišti v Ďáblicích

Narodil se v roce 1908 v Praze. Jeho otec Jan byl inspektor pražské policie. Kromě matky Marie měl ještě mladší sestru, která ale zemřela, když jí bylo 16 let. V dětství nejprve absolvoval obecnou školu, tři roky pak navštěvoval měšťanskou školu, jeden rok obchodní školu a nakonec se vyučil obchodním příručím, když pracoval u firmy v obchodě s hedvábím Zikmund-Ascher. Později pracoval rovněž u firmy Reisener a spol. Poté nastoupil v roce 1926 na vojenskou službu se stanovištěm v Bílině, kde setrval 18 měsíců (do roku 1928). Po absolvování vojenské služby začal pracovat u firmy Lieber a spol. V důsledku světové hospodářské krize ale o zaměstnání přišel a vykonával tak pouze příležitostná zaměstnání. Ze zdravotních důvodů poté nebyl přijat ke službě u státní policie. Od roku 1934 podnikal, přičemž vlastnil obchod se zeleninou a smíšeným zbožím v Ječné ulici v dnešní Praze 2. S otevřením obchodu mu v začátcích finančně pomohl jeho otec, který tou dobou odcházel do penze. Se svou manželkou Libuší, se kterou se oženil v roce 1944, měl dva syny. Jeho volnočasovým koníčkem bylo promítání filmů.

### Druhá světová válka
Během druhé světové války dodával ze svého obchodu potraviny protinacistickým odbojářům. Zároveň ze svého obchodu dodával zboží Komunikačnímu úřadu, kde působil jistý Jan Matička. V květnu 1945 se Vacínek zúčastnil Pražského povstání u budovy Českého rozhlasu, některé zdroje přitom uvádí, že byl za svou činnost vyznamenán. 

### Po únorovém převratu
Po únorovém převratu byl Vacínkův obchod zestátněn a začleněn pod národní podnik Pramen, Vacínek nicméně zůstal v obchodě pracovat jako jeho vedoucí. Jeho žena v obchodě pracovala jako prodavačka. V tomtéž roce informoval Matička Vacínka o svém plánu tisknout falešné potravinové lístky, s čímž Vacínek souhlasil. Na počátku léta 1950 začal lístky Matička na nově opatřeném tiskařském lisu tisknout. První lístky, až si byl jist jejich dostatečnou kvalitou, začal Vacínek prodávat v září 1950. V červnu 1951 byla ovšem celá distribuční síť odhalena a 15. června 1951 byli Vacínek, Matička i několik dalších distributorů zatčeno. Distributoři přitom v uplynulých měsících vydělali i statisíce Kčs. Až do tohoto bodu se jednalo o standardní kriminální činnost, jež byla nelegální i v řadě demokratických zemí, a na celém případu nebylo nic neobvyklého.

#### Soudní proces
Již v červenci 1951 se s účastníky distribuce konal soudní proces, který byl politicky motivován proti podnikatelům. Za trestný čin „ohrožování zásobování“ byl Vacínek, stejně jako Matička a distributor Smutka, odsouzen k trestu smrti. Několika dalším distributorům byly uděleny dlouholeté tresty odnětí svobody, některým pak tresty doživotní. Všem odsouzeným v případu zároveň propadl veškerý majetek a odsouzení ztratili svá občanská práva. Vacínek se proti rozsudku odvolal, ještě v červenci 1951 bylo ale jeho odvolání zamítnuto. Neúspěšná byla rovněž žádost o milost, kterou Vacínek a jeho rodina podali prezidentu Klementu Gottwaldovi. V srpnu 1951 byl popraven.

#### Rehabilitace
Po sametové revoluci byl v lednu 1991 rehabilitován. Přestože kriminální činnost dle rozhodnutí soudu páchal, výše trestu byla zcela nepřiměřená provedenému skutku a celý proces byl motivován převážně politicky.